# アクラム・アフィーフ
アクラム・アフィーフ（アラビア語: أكرم عفيف、1996年11月18日 - ）は、カタール・ドーハ出身のサッカー選手。アル・サッド所属。カタール代表。ポジションはFW、MF。

## 経歴

### クラブ
アル・サッドのユースチームに在籍していたが、2012年10月にスペインのセビージャFCのユースクラブに移籍した。2013年のアル・カス・インターナショナルカップに出場し、地元であるカタールのアスパイア・アカデミー相手に得点とアシストを決め、3-0の勝利に貢献した。その後、ビジャレアルCFのユースチームに移籍した。
2015年1月にはプロキシマス・リーグのKASオイペンと契約。同月19日のSCエーントラハト・アールスト戦で初出場し初得点。24日のKRCメヘレン戦でオイペンは5得点し、そのうち3アシストが彼による物であった。2014-15シーズンは9試合2得点の結果を残した。
2016年5月8日にはビジャレアルに再加入、今回はレンタル移籍ではなく完全移籍での加入であった。これによって彼はカタール生まれの選手として初めてプリメーラ・ディビシオンのクラブと契約した選手となった。8月4日に1シーズンの契約で同じくプリメーラ・ディビシオンに所属するスポルティング・デ・ヒホンにレンタル移籍。8月21日のアスレティック・ビルバオ戦でブルギとの交代で途中出場し、リーガ・エスパニョーラ初出場となった。

### 代表
U-20代表としてAFC U-19選手権2014予選に出場した。AFC U-19選手権2014本大会では朝鮮民主主義人民共和国代表から試合唯一の得点をあげて、同大会制覇の立役者となった。
A代表初招集は2015年9月で、ホセ・ダニエル・カレーニョ監督からの招集であった。9月3日の2018 FIFAワールドカップ・アジア2次予選のブータン代表戦で代表初出場、この試合でカタール代表は15-0の圧勝を見せ、彼も代表初得点及び初アシストをこの試合で記録した。
AFCアジアカップ2023では主力として活躍。カタール代表として7試合全てに出場し、8得点3アシストを記録、大会MVPと得点王の2冠を達成した。決勝戦ではPKのみでハットトリックを挙げ、カタールの連覇に貢献した。

## 人物
彼自身はドーハで生まれた。兄のアリー・アフィーフもドーハ生まれのサッカー選手で元同国代表選手である。父親のハッサン・アフィーフ・アル・ヤフェイもサッカー選手で、父親はタンザニアのモシで生まれたイエメン系人である。父はサッカー選手引退後、サッカー指導者も務めた。母親はイエメン出身である。
セビージャに加入する前にスペイン語を学んだ。2015年6月にアスパイア・アカデミーを卒業した。

## プレースタイル
アクラム・アフィーフは主に攻撃的ポジション（フォワード）でプレーをする。スピードとテクニックに優れ、ゴールを狙う能力が秀でている。優れたドリブル技術を持ち、相手ディフェンスを抜くことが得意。また、ゴールを決めるだけでなく、アシストで得点機会を作り出すプレーも得意としている。

## 個人成績
2022年10月25日現在 
| クラブ       | シーズン   | リーグ                       | リーグ戦 | リーグ戦 | カップ戦 | カップ戦 | 国際大会 | 国際大会 | 国際大会 | 国際大会 | 通算 | 通算 |
| クラブ       | シーズン   | リーグ                       | 出場     | 得点     | 出場     | 得点     | 出場     | 出場     | 得点     | 得点     | 出場 | 得点 |
| ------------ | ---------- | ---------------------------- | -------- | -------- | -------- | -------- | -------- | -------- | -------- | -------- | ---- | ---- |
| KASオイペン  | 2014-15    | チャレンジャー・プロ・リーグ | 9        | 2        | 0        | 0        | -        | -        | -        | -        | 9    | 2    |
| KASオイペン  | 2015-16    | チャレンジャー・プロ・リーグ | 16       | 6        | 1        | 0        | -        | -        | -        | -        | 17   | 6    |
| KASオイペン  | 通算       | 通算                         | 25       | 8        | 1        | 0        | -        | -        | -        | -        | 26   | 8    |
| ヒホン       | 2016-17    | ラ・リーガ                   | 9        | 0        | 2        | 0        | -        | -        | -        | -        | 11   | 0    |
| ヒホン       | 通算       | 通算                         | 9        | 0        | 2        | 0        | -        | -        | -        | -        | 11   | 0    |
| KASオイペン  | 2017-18    | ジュピラー・プロ・リーグ     | 15       | 1        | 1        | 0        | -        | -        | -        | -        | 16   | 1    |
| KASオイペン  | 通算       | 通算                         | 15       | 1        | 1        | 0        | -        | -        | -        | -        | 16   | 1    |
| 国外総通算   | 国外総通算 | 国外総通算                   | 49       | 9        | 4        | 0        | -        | -        | -        | -        | 53   | 9    |
| クラブ       | シーズン   | リーグ                       | リーグ戦 | リーグ戦 | カップ戦 | カップ戦 | ACL      | ACL      | FIFA CWC | FIFA CWC | 通算 | 通算 |
| クラブ       | シーズン   | リーグ                       | 出場     | 得点     | 出場     | 得点     | 出場     | 得点     | 出場     | 得点     | 出場 | 得点 |
| アル・サッド | 2017-18    | QSL                          | 7        | 3        | -        | -        | 12       | 2        | -        | -        | 19   | 5    |
| アル・サッド | 2018-19    | QSL                          | 22       | 26       | 1        | 0        | 11       | 5        | 3        | 0        | 37   | 31   |
| アル・サッド | 2019-20    | QSL                          | 19       | 15       | 2        | 1        | 6        | 3        | -        | -        | 27   | 19   |
| アル・サッド | 2020-21    | QSL                          | 11       | 5        | 4        | 2        | -        | -        | -        | -        | 15   | 7    |
| アル・サッド | 2021-22    | QSL                          | 18       | 14       | 3        | 1        | 6        | 1        | -        | -        | 27   | 16   |
| アル・サッド | 通算       | 通算                         | 77       | 63       | 10       | 4        | 35       | 11       | 3        | 0        | 125  | 78   |
| 総通算       | 総通算     | 総通算                       | 126      | 72       | 14       | 4        | 35       | 11       | 3        | 0        | 178  | 87   |

## 代表歴

### 出場大会
- カタール代表
  - 2022 FIFAワールドカップ

### 試合数
- 国際Aマッチ 102試合 26得点（2015年-）[25]

| カタール代表 | 国際Aマッチ | 国際Aマッチ |
| 年           | 出場        | 得点        |
| ------------ | ----------- | ----------- |
| 2015         | 5           | 1           |
| 2016         | 7           | 0           |
| 2017         | 17          | 4           |
| 2018         | 11          | 6           |
| 2019         | 19          | 6           |
| 2020         | 4           | 2           |
| 2021         | 19          | 4           |
| 2022         | 13          | 3           |
| 2023         | 7           | 0           |
| 2024         |             |             |
| 通算         | 102         | 26          |